# Mercado de St George
El mercado de St George (en inglés: St George's Market, literalmente «Mercado de San Jorge») es el último mercado cubierto de estilo victoriano que sobrevive en Belfast, Irlanda del Norte, en el Reino Unido. Construido de ladrillo rojo y con un tejado de cristal, se encuentra en la calle de Mayo, cerca del río Lagan y el Waterfront Hall. Belfast Corporation (ahora el Ayuntamiento de Belfast) encargó la construcción del mercado de San Jorge, que fue construido en tres fases entre 1890 y 1896. Antes de 1890 había un mercado abierto en el mismo lugar.
A principios de la década de 1990, y debido a sus costes de mantenimiento y los cambios en la normativa sobre higiene, el ayuntamiento barrajó la posibilidad de reurbanizar la zona. Sin embargo, dada su singularidad tanto del propio edificio como de su mercado, la correspondiente campaña popular para salvar el mercado hizo que las autoridades dieron marcha atrás y, entre 1997 a 1999, se llevá a cabo una restauración por un importe de 3,5 millones de libras.
En 2014 fue nombrado el mejor mercado cubierto del Reino Unido.